# Clive Walker
Clive Walker (Oxford, Oxfordshire, Inglaterra, 26 de mayo de 1957) es un exfutbolista inglés que se desempeñó como delantero en clubes como el Chelsea FC y el Sunderland AFC.

## Clubes
| Club                     | País           | Año         |
| ------------------------ | -------------- | ----------- |
| Chelsea FC               | Inglaterra     | 1975 - 1979 |
| Fort Lauderdale Strikers | Estados Unidos | 1979        |
| Chelsea FC               | Inglaterra     | 1979 - 1984 |
| Sunderland AFC           | Inglaterra     | 1984 - 1986 |
| Queens Park Rangers      | Inglaterra     | 1986 - 1987 |
| Fulham FC                | Inglaterra     | 1987 - 1990 |
| Brighton & Hove Albion   | Inglaterra     | 1990 - 1993 |
| Woking FC                | Inglaterra     | 1993 - 1997 |
| Cheltenham Town          | Inglaterra     | 1997 - 1999 |

## Palmarés

### Campeonatos nacionales
| Título          | Club       | País       | Año     |
| --------------- | ---------- | ---------- | ------- |
| Second Division | Chelsea FC | Inglaterra | 1983-84 |

### Distinciones individuales
| Distinción                   | Año  |
| ---------------------------- | ---- |
| Mejor Jugador del Chelsea FC | 1980 |